# Rock Out with Your Cock Out
Rock Out with Your Cock Out (ook wel 1998 demo tape genoemd) is een demo-cassette van de Canadese rockband Sum 41. Het is hun eerste opname die slechts voor promotie doeleinden gemaakt is. De demo zelf heeft geen naam en heeft dankzij de fans de onofficiële naam Rock Out with Your Cock Out gekregen.
De nummers "What I Believe", "Another Time Around" en "Summer" zijn ook uitgegeven op hun ep Half Hour of Power uit 2000.

## Nummers
| 1.                | Summer (Demo)              | 2:49 |
| 2.                | Another Time Around (Demo) | 2:18 |
| 3.                | What I Believe (Demo)      | 2:51 |
| 4.                | Astronaut                  | 1:47 |
| Totale duur: 9:45 |                            |      |

## Bezetting
- Deryck Whibley - gitaar, zang
- Dave Baksh - leadgitaar
- Richard Roy - basgitaar
- Steve Jocz - drums